# Topio Coulibaly
Topio Coulibaly, né le 17 août 1988 en Côte d'Ivoire, est un footballeur international ivoirien évoluant au poste de milieu de terrain au FAR de Rabat.

## Biographie
Il reçoit une sélection en équipe de Côte d'Ivoire le 6 juillet 2013, contre le Nigeria.
Il participe à la Ligue des champions d'Afrique avec le club de l'AFAD Djékanou.

## Palmarès
- Champion de Côte d'Ivoire en 2010 avec l'ASEC Mimosas
- Vice-champion de Côte d'Ivoire en 2011 et 2012 avec l'AFAD Djékanou